# Le Mesnil-Mauger
Ne doit pas être confondu avec Mesnil-Mauger, commune de Seine-Maritime.
Pour les articles homonymes, voir Mesnil.
Le Mesnil-Mauger est une ancienne commune française située dans le département du Calvados en région Normandie, peuplée de 942 habitants.
Le 1er janvier 2017, elle prend le statut administratif de commune déléguée au sein de la nouvelle commune de Mézidon Vallée d'Auge de statut administratif commune nouvelle.

## Toponymie
Le nom de la localité est attesté sous les formes de Mansione Malgerii en 1063 - 1066 (Marie Fauroux, 222) ; Mesnillum Malgerii en 1082 (Cartulaire de la Trinité, Lucien Musset, abbaye caennaise, 8) ; Mansio Malgerii 1145 (Charte de Sainte-Barbe-en-Auge) ; Mesnil Malger 1148 (Charte de Sainte-Barbe, 7.) ; Maisnillum Maugeri en 1198 ; Mesnil Maucier au XIVe siècle.
Mesnil est un appellatif toponymique très répandu au nord de la France. Il s'agit d'un dérivé à partir du latin mansionem « demeure, habitation, maison », le bas-latin a créé un nouveau terme mansionile, d'où le gallo-roman MA[N]SIONILE. Il est devenu en français médiéval maisnil, mesnil « maison avec terrain » .
Le second élément -Mauger représente un nom de personne germanique, latinisée de diverses manières dans les textes, notamment en Madalgarius > Malgerius. Il est spécialement répandu en Normandie comme nom de famille,. À noter que l'essart Maugier est mentionné en 1262 au Breuil, ancienne paroisse rattachée à Mézidon, ce lieu étant encore désigné en latin médiéval in essartis Maugeri en 1284.

## Histoire
- Absorbe en 1972, Écajeul, Saint-Crespin (anciennement Saint-Crespin-sur-Vie) et Sainte-Marie-aux-Anglais[6].

## Politique et administration

### Liste des maires
| Période                                  | Période       | Identité             | Étiquette | Qualité                     |
| ---------------------------------------- | ------------- | -------------------- | --------- | --------------------------- |
| Les données manquantes sont à compléter. |               |                      |           |                             |
| avant 1988                               | ?             | Francis Delesalle    |           |                             |
| (avant 2001)                             | mars 2008     | Jean-Pierre Lormelet | -         | -                           |
| mars 2008                                | décembre 2016 | Laurette Ridel       | SE        | Technicienne de laboratoire |

Le nombre d'habitants, au dernier recensement, étant compris entre 500 et 1499, le nombre de membres du conseil municipal est de 15.

### Liste des maires de la commune déléguée
| Période      | Période  | Identité       | Étiquette | Qualité                     |
| ------------ | -------- | -------------- | --------- | --------------------------- |
| janvier 2017 | mai 2020 | Laurette Ridel | SE        | Technicienne de laboratoire |
| mai 2020     | En cours | Bruno Guiard   | SE        | Médecin retraité            |

## Population et société

### Démographie
En 2022, la commune comptait 942 habitants. Depuis 2004, les enquêtes de recensement dans les communes de moins de 10 000 habitants ont lieu tous les cinq ans (en 2004, 2009, 2014, etc. pour Le Mesnil-Mauger) et les chiffres de population municipale légale des autres années sont des estimations.
| 1793 | 1800 | 1806 | 1821 | 1831 | 1836 | 1841 | 1846 | 1851 |
| ---- | ---- | ---- | ---- | ---- | ---- | ---- | ---- | ---- |
| 553  | 443  | 564  | 447  | 433  | 413  | 378  | 379  | 348  |

| 1856 | 1861 | 1866 | 1872 | 1876 | 1881 | 1886 | 1891 | 1896 |
| ---- | ---- | ---- | ---- | ---- | ---- | ---- | ---- | ---- |
| 371  | 353  | 355  | 356  | 354  | 453  | 399  | 351  | 347  |

| 1901 | 1906 | 1911 | 1921 | 1926 | 1931 | 1936 | 1946 | 1954 |
| ---- | ---- | ---- | ---- | ---- | ---- | ---- | ---- | ---- |
| 355  | 362  | 392  | 364  | 500  | 516  | 475  | 429  | 508  |

| 1962 | 1968 | 1975 | 1982 | 1990 | 1999  | 2004 | 2009  | 2014  |
| ---- | ---- | ---- | ---- | ---- | ----- | ---- | ----- | ----- |
| 527  | 509  | 905  | 853  | 926  | 1 005 | 992  | 1 060 | 1 081 |

| 2018 | - | - | - | - | - | - | - | - |
| ---- | - | - | - | - | - | - | - | - |
| 994  | - | - | - | - | - | - | - | - |

## Culture locale et patrimoine

### Lieux et monuments
- Église Sainte-Marie de Sainte-Marie-aux-Anglais du XIIe siècle.
- Église Saint-Étienne.
- Église Saint-Pierre d'Écajeul du XIe siècle[13].
- Chapelle Saint-Maclou.
- Église Notre-Dame du Doux-Marais du XVIIe siècle[14].
- Manoir du Coin.
- Manoir de Sainte-Marie-aux-Anglais.
- Manoir d'Écajeul.
- Ferme en pans de bois.
- Haras des Coudrettes.
- Un pont unique en France de type Callender-Hamilton[15].

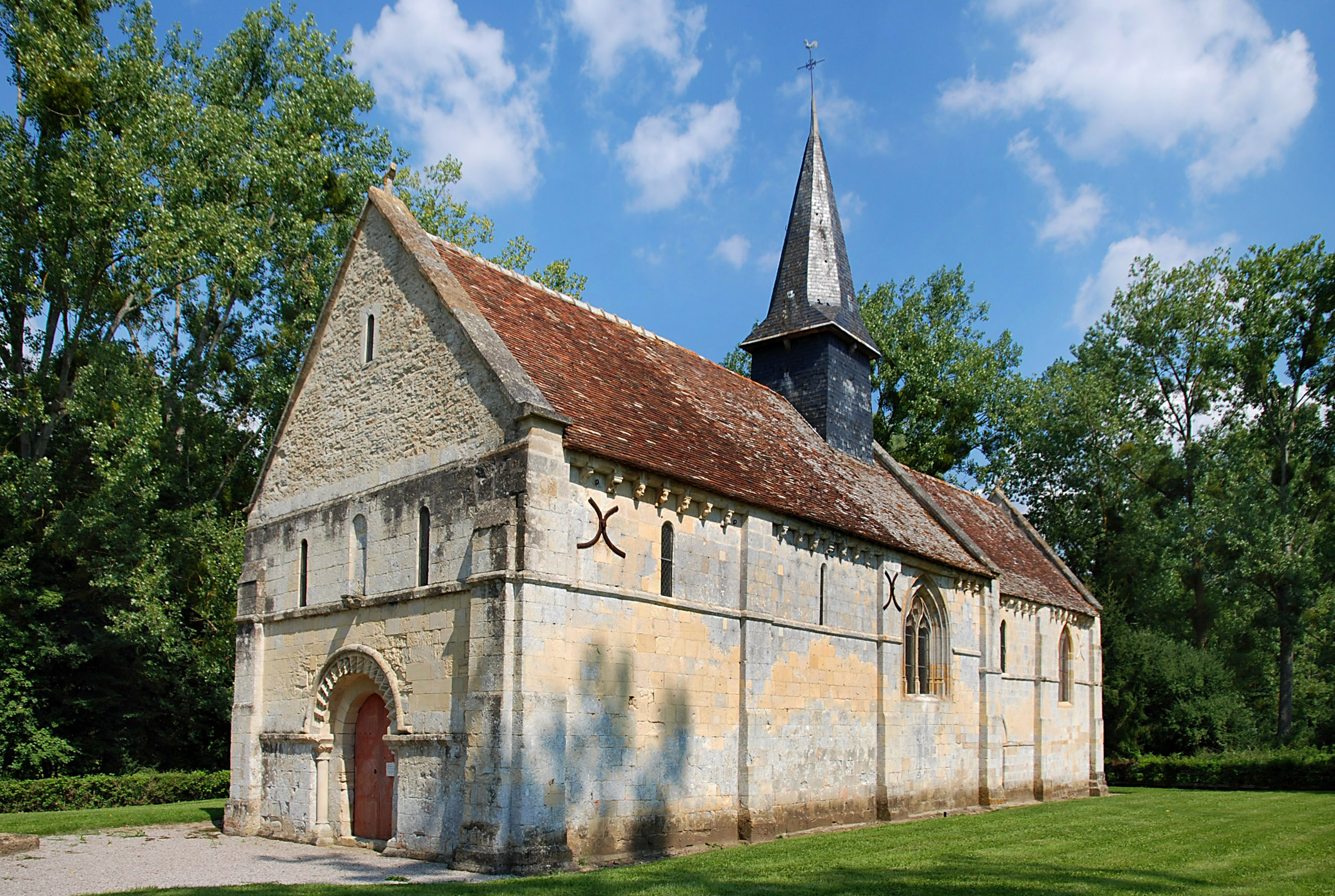
L'église Sainte-Marie de Sainte-Marie-aux-Anglais.
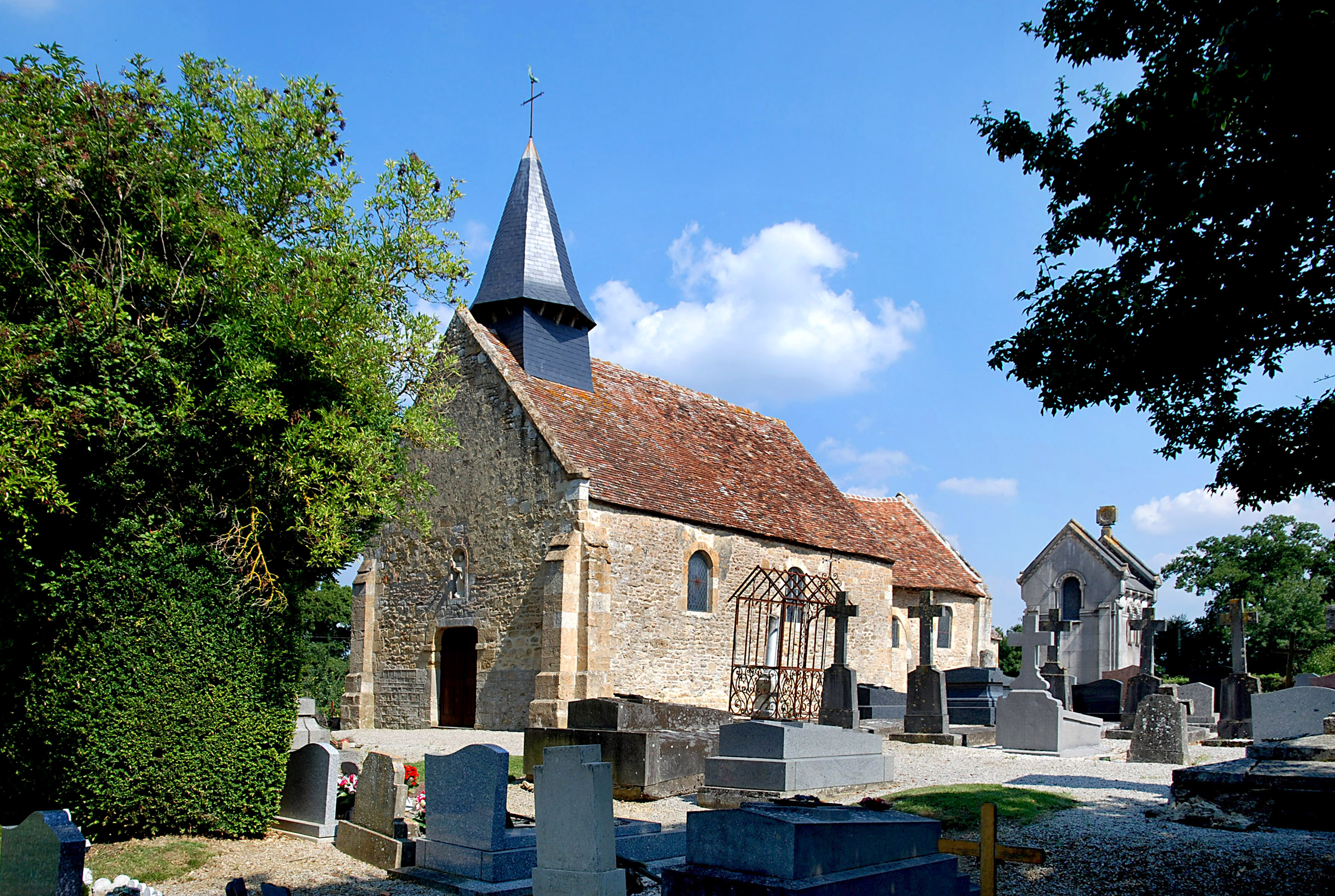
L'église Saint-Maclou de Saint-Maclou.
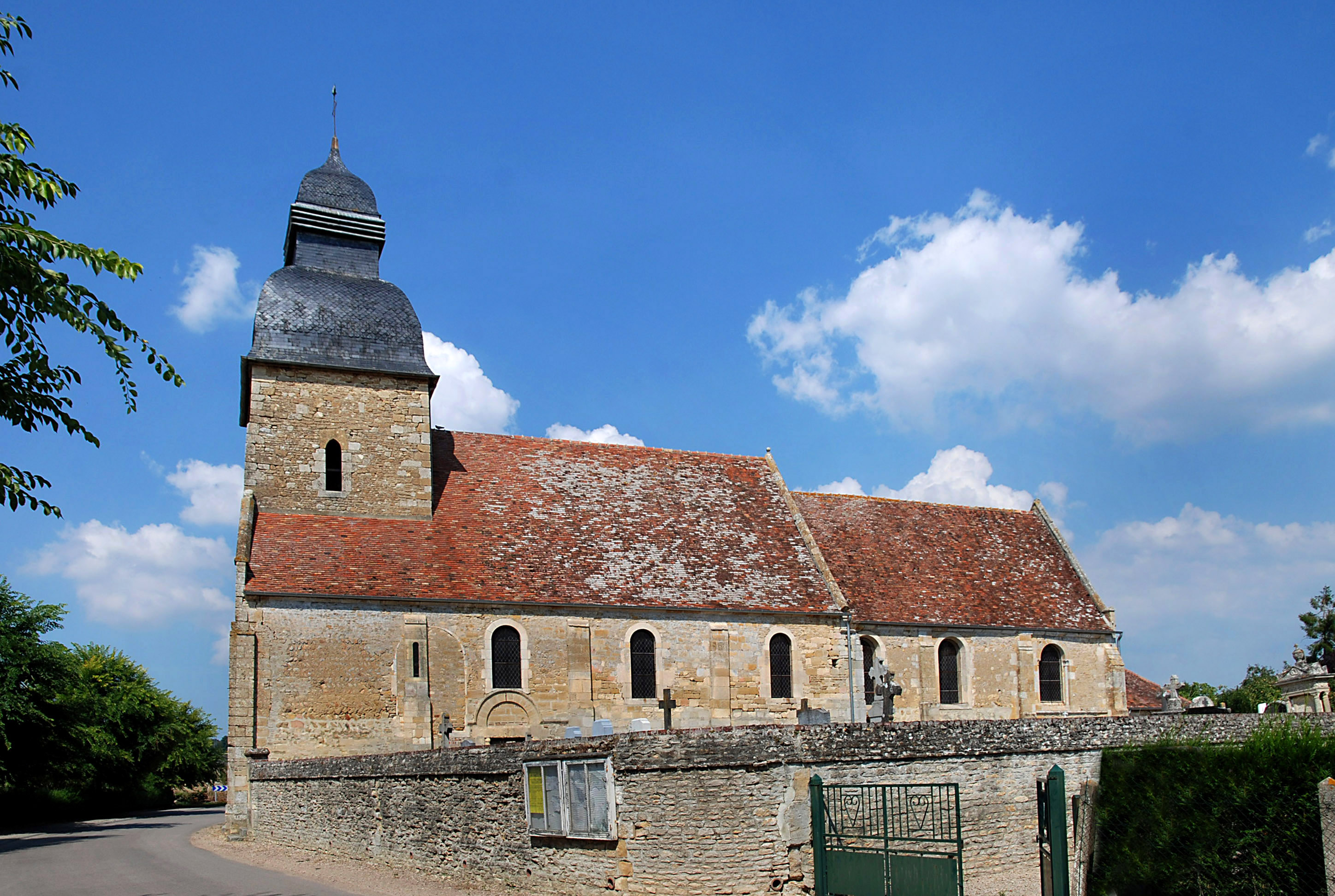
L'église Saint-Pierre d'Écajeul.
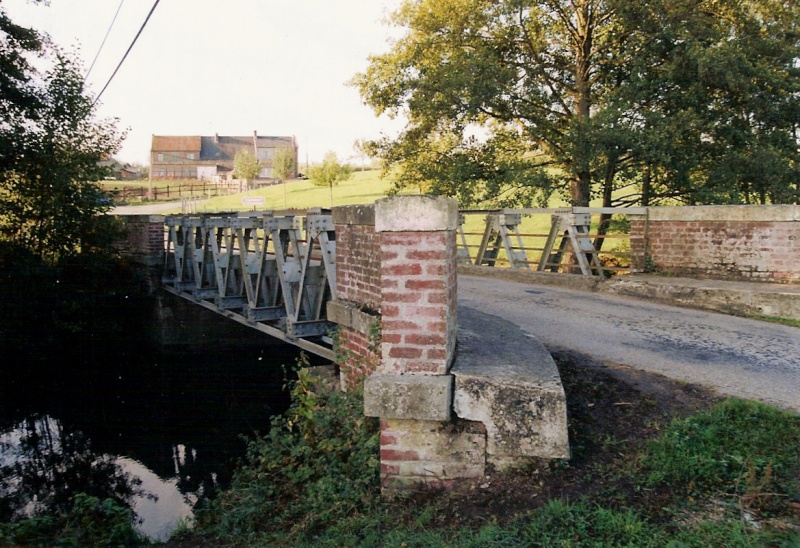
Pont de type Callender-Hamilton.

Cartes postales anciennes
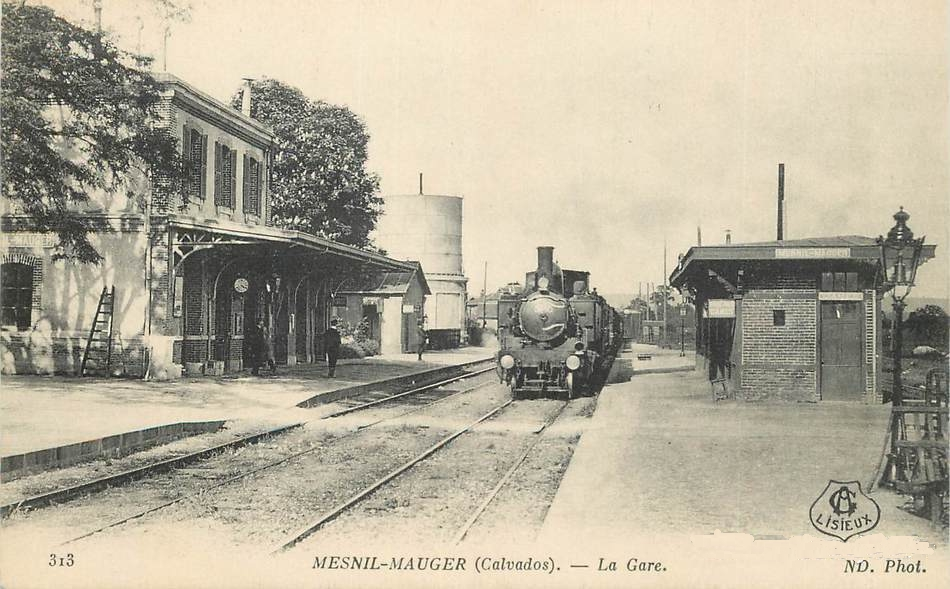
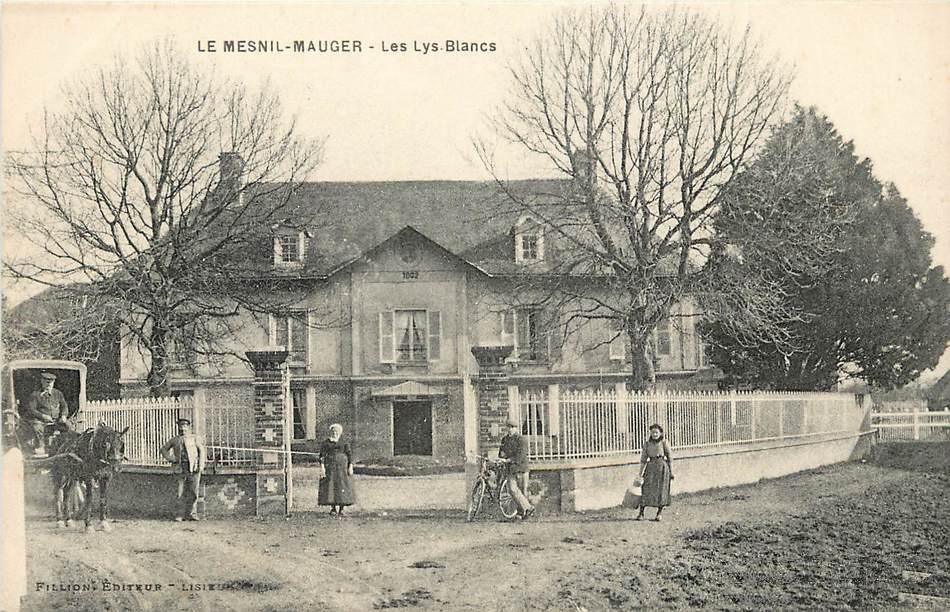
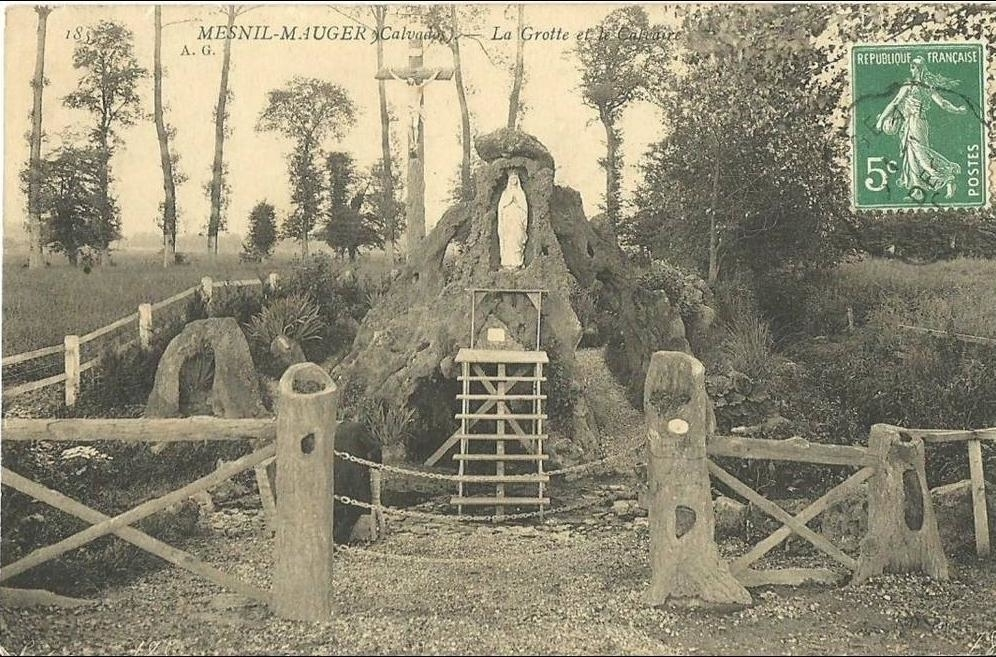
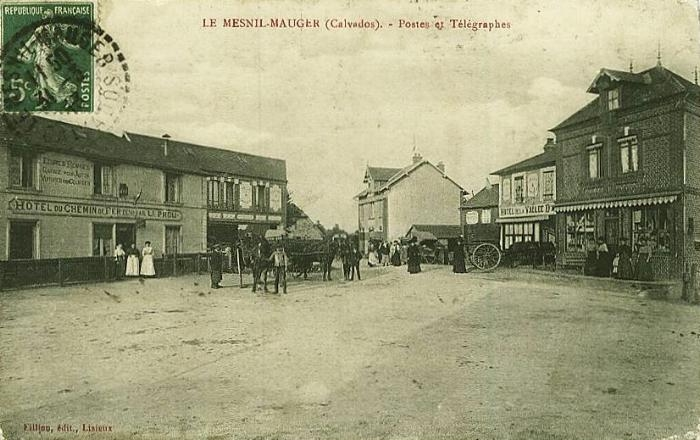
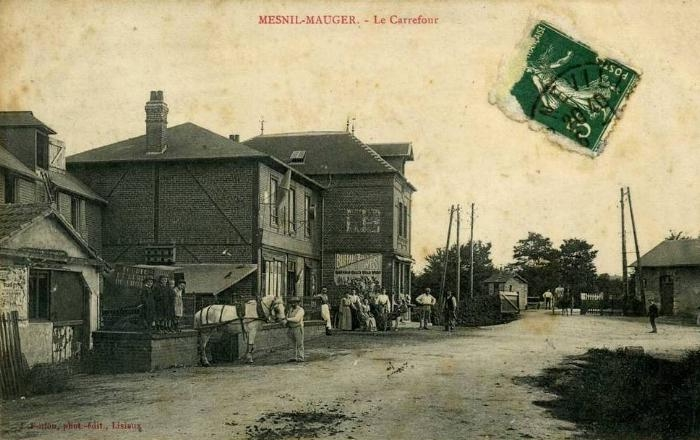
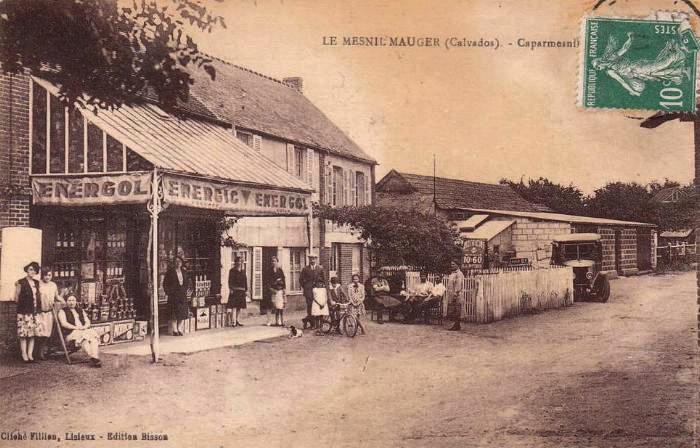

### Personnalités liées à la commune
- Robert Leneveu (Écajeul 1865-idem 1927), homme politique
- Henri Amouroux (1920 - 2007 au Mesnil-Mauger), journaliste et historien.